# Lincé
Lincé est un village de la commune belge de Sprimont située en Région wallonne dans la province de Liège.
Avant la fusion des communes de 1977, Lincé faisait déjà partie de la commune de Sprimont.

## Situation et description

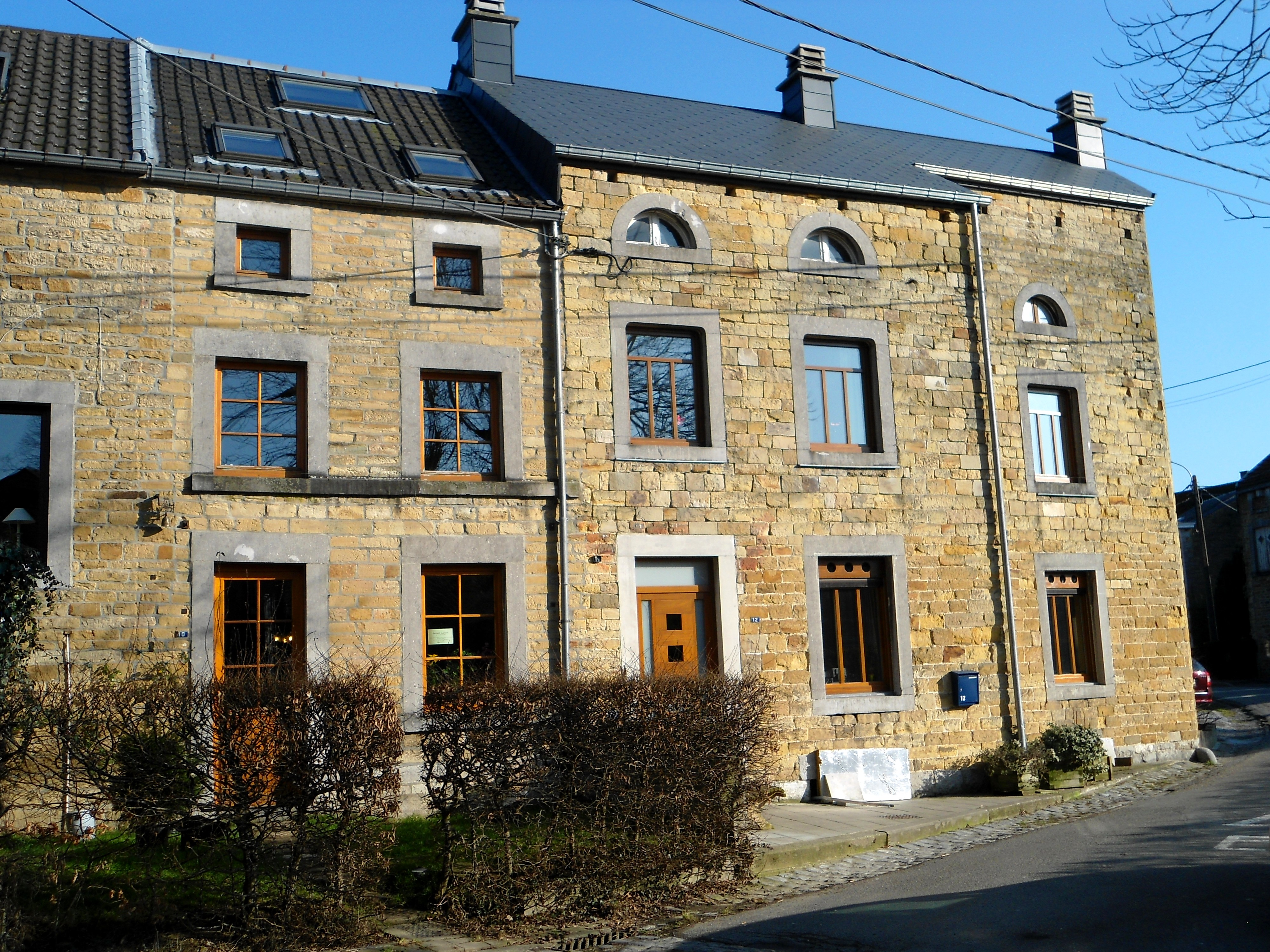
Maisons en pierre du pays à Lincé

Le village se trouve sur un tige (crête) du Condroz oriental ainsi que sur le versant sud de ce tige. Le noyau ancien du village a été bâti en pierre jaune ocre appelée psammite et surnommée « pierre d’avoine » par les habitants. Cette pierre était jadis extraite dans les carrières avoisinantes. Cette pierre donne un cachet original à ce village comprenant de nombreuses maisons construites autour de cours. Le sommet du village (rue Pionfosse et alentours) est de construction plus récente.
Au sud-est de Lincé, dans le vallon du petit ruisseau de Bôval, se trouve le hameau de Xhygnez (prononciation : Igné) où se trouve un château en pierre jaune comportant deux tourelles et la ferme en carré bâtie en pierre calcaire qui y est adossée.

## Histoire
Le 5 août 1914, lors de la bataille de Liège, des troupes allemandes des 73e et 74e régiments d’infanterie repoussées des forts d’Embourg et de Boncelles, arrivent et s’installent à Lincé, à 3 kilomètres de Sprimont et à 20 kilomètres de Liège. Le général Karl Ulrich von Bülow, né en 1862 et frère du prince Bernhard von Bülow, ainsi que les officiers supérieurs, s’installent au château de Lincé. Les sous-officiers s’installent au château de Xhygnez. Durant la nuit du 5 au 6 août 1914, les soldats allemands accusent à tort certains villageois d’abriter des francs-tireurs et fusillent 33 habitants de Lincé et incendient 52 maisons. Rongé de remords face à son impuissance à contrôler ses officiers, le général von Bülow se suicide aux abords du château de Lincé, le 6 août 1914. Il est le premier général mort lors de la première guerre mondiale. Le colonel von Zedlitz accompagne la dépouille du général jusqu’à Berlin où une autopsie sera réalisée à l’hôpital de la Charité. Le colonel von Heuduck remplacera le général von Bülow.
Un monument en mémoire des victimes du massacre de Lincé illustrant une mère agenouillée tenant son enfant, avec le bras droit terminé par le poing fermé, en direction de l’Allemagne, fut installé en 1921. Cette première statue de bronze fut détruite par les Allemands pendant la deuxième guerre mondiale. Le 12 août 1962 fut inauguré l'actuel monument et sa statue en pierre du sculpteur Gillard.

## Personnalités
- L'écrivain wallon Henri Simon vécut à Lincé de 1884 à son décès en 1939. Une rue et un monument lui sont dédiés à Lincé.
- L'humoriste Didier Boclinville est né à Lincé en 1967.
- Madeleine De Meulemeester y est morte en 1996.